# 片岡剛士
片岡 剛士（かたおか ごうし、1972年11月30日 - ）は、日本のエコノミスト。元日本銀行政策委員会審議委員（2017年7月24日任命 - 2022年7月23日任期満了につき退任）。2024年7月からPwCコンサルティング合同会社上席執行役員、チーフエコノミスト。

## 来歴
愛知県常滑市出身。1991年3月、愛知県立半田高等学校、慶應義塾大学商学部卒業後、1996年4月、三和総合研究所に入社（現在の三菱UFJリサーチ&コンサルティング）。2001年3月、慶應義塾大学大学院商学研究科修士課程を修了した（計量経済学専攻）。2010年6月から2ケ月の間、東北大学大学院法学研究科客員教授、2012年4月から2017年7月まで早稲田大学政治経済学術院非常勤講師を務めた。また、2015年10月から参議院第二特別調査室客員調査員と会計検査院特別調査職を担当し、客員調査員は2016年6月まで、特別調査職は2017年7月まで担当。
2017年7月24日、三菱UFJリサーチ&コンサルティングを退社し、日本銀行政策委員会審議委員に就任。2022年7月23日、日本銀行政策委員会審議委員を任期満了で退任し、同年8月1日付けでPwCコンサルティングのチーフエコノミストに就任。2023年7月からPwCコンサルティング執行役員、チーフエコノミスト、2024年7月から同上席執行役員、チーフエコノミスト、パートナーを務める。

## 学会
- 日本金融学会会員
- 景気循環学会会員

## 受賞
- 2008年、『我が国の経済政策はどこに向かうのか――「失われた10年」以降の日本経済』により第四回「河上肇賞」を受賞[2][3]。
- 2011年、『日本の「失われた20年 」－デフレを超える経済政策に向けて』により第二回「政策分析ネットワークシンクタンク賞」を受賞[4][3]。
- 2022年、景気循環学会より、第一回「中原記念奨励賞」を受賞。

## 主張
- 2012年時点で、円高が問題であると主張している[5]。
- 消費税の8%への増税に批判的であり、2014年4月1日には、財務省の広報戦略の中で「ご説明」の際に渡される資料の数々の写真を公開しつつ、批評を行っている[6]。
- 日本のデフレーション脱却のために、インフレターゲットの設定を主張していた[7]。

## 著書

### 単著
- 『日本の「失われた20年」 : デフレを超える経済政策に向けて』藤原書店、2010年2月。ISBN 9784894347298。
- 『円のゆくえを問いなおす : 実証的・歴史的にみた日本経済』筑摩書房〈ちくま新書〉、2012年5月。ISBN 9784480066633。
- 『アベノミクスのゆくえ : 現在・過去・未来の視点から考える』光文社〈光文社新書〉、2013年4月。ISBN 9784334037413。
- 『日本経済はなぜ浮上しないのか : アベノミクス第二ステージへの論点』幻冬舎〈幻冬舎〉、2014年11月。ISBN 9784344026759。

### 共著
- 『日本経済は復活するか』藤原書店、2013年10月。ISBN 9784894349421。
- 『徹底分析アベノミクス』中央経済社、2014年7月。ISBN 9784502097508。
- 『アベノミクスは進化する』中央経済社、2016年12月。ISBN 9784502202711。

## 出演番組

### 過去

#### テレビ
- 夜エクスプレス （日経CNBC）月1コメンテーター、2015年4月 - 2017年3月
- 日経プラス10（BSジャパン）月1コメンテーター、2016年4月 - 2017年3月
- NHKスペシャル（NHK総合）
- 深層NEWS（BS日テレ）
- BSフジLIVE プライムニュース（BSフジ）
- FNNスーパーニュースアンカー（関西テレビ）
- 週刊ニュース深読み（NHK総合）
- ニュースの深層（朝日ニュースター）
- Biz+サンデー（NHK BS1） - 2014年9月27日
- 日経モーニングプラス（テレビ東京）
- 「NEWSCORE」（日経CNBC）月1コメンテーター、2014年11月 - 2015年3月

#### ラジオ
- ザ・ボイス そこまで言うか!（ニッポン放送）準レギュラー
- 麻木久仁子のニッポン政策研究所（TBSラジオ）- 2011年2月5日、3月26日、2012年7月14日
- 荻上チキ・Session-22（TBSラジオ）
- 荒川強啓 デイ・キャッチ!（TBSラジオ）
- 私も一言!夕方ニュース（NHKラジオ）
- ニュース探究ラジオ Dig」（TBSラジオ）
- おはよう寺ちゃん 活動中（文化放送）火曜コメンテーター